# Пасічник Нелі Омелянівна
Нелі Омелянівна Пасічник — українська режисерка і сценаристка.

## Біографія
Народилася у місті Нововолинськ.
Навчалася у Театральному інституті ім. Шота Руставелі, Тбілісі, Грузинська ССР (1988-89)
Закінчила Київський державний інститут театрального мистецтва ім. І. Карпенка-Карого (1995).
Поставила стрічки:
- «Портрет без рами» (1986),
- «В розах крест» (1987), екранний відгук на творчість Олександра Блока і Андрія Бєлого
- «З щоденника…» (1988),
- «Сховок» (1993), за участю відомого поета Олега Лишеги
- Гран-прі студентського МКФ «Пролог», Київ
- «Тисмениця» (1995) — диплом учасника МКФ Берлінале-46, 1996 (Берлін, Німеччина): офіційна програма «Панорама Світового кіно»; МКФ у Кракові, МКФ в Монреалі, Канада; за участю американського поета і перекладача Джеймса Брезфілда
- «Театральная коллекция русского князя» (1999) — показ на телеканалі «Культура», зйомки картини відбулися у Музеї Сучасного Мистецтва в Йокогамі (Японія)
- «Галілей» (2000) — з проекту екранізації української поезії, ТРК «Міст», Львів

Працювала у якості кінокритика на МКФ ДФ Visions du Reel у Nyon (Швейцарія), МКФ ДФ IDFA у Амстердамі (Королівство Нідерланди). Публікація Coincidence в кіножурналі Screen (Амстердам, Нідерланди), 2004.
Член Національної Спілки кінематографістів України.
Автор багатьох публікацій у журналах «Русская мысль» (Париж — Лондон), Вестник Русского Наследия в Королевстве Великобритании и Северной Ирландии, учасник міжнародних конференцій на тему історії України, Росії та Російської імперії у Лондоні (Велика Британія) та Москві (Росія).
Автор «Невыдуманных историй», опублікованих у видавництві Києво-Печерської лаври.
Нагороджена медаллю Пушкіна.
| Кінематографіст | Це незавершена стаття про кінематографіста чи кінематографістку. Ви можете допомогти проєкту, виправивши або дописавши її. |